# 241 f.Kr.

## Händelser

### Efter plats

#### Grekland
- Den eurypontidiske kung Agis IV av Sparta kallas bort från staden när dess tillfällige allierade Aratos från Sikyon kräver Agis hjälp i sitt krig mot aitolierna. När han återvänder finner Agis att hans anhängare är missnöjda med hans morbro Agesilaios styre och desillusionerade av dröjsmålet med att införa Agis reformer. Som ett resultat av detta kan Sparta agiadiske kung Leonidas II öka sin makt, stödd av legosoldater. Hellre än att gå i krig mot Leonidas tar Agis sin tillflykt till ett tempel, men lockas ut, får en summarisk rättegång och avrättas tillsammans med sin mor och mormor.
- Archidamos V, son till den spartanske kungen Eudamidas II och sonson till Archidamos IV, flyr till Messenia efter avrättningen av hans bror Agis IV.
- Som general i det akaiska förbundet besegrar Aratos från Sikyon aitolierna vid Pellene och börjar sedan inrätta demokratier på Peloponnesos.

#### Romerska republiken
- 10 mars – Den karthagiska flotta, som har skickats att häva den romerska blockaden av de sicilianska städerna Lilybaeum och Drepanum, blir besegrad i ett sjöslag nära Egadiska öarna, vid västra Sicilien, av den romerska flottan, ledd av konsuln och befälhavaren Gaius Lutatius Catulus. Resultatet är en avgörande romersk seger, som framtvingar ett slut på det utdragna första puniska kriget, till stor fördel för Rom.
- Karthagerna, under Hamilkar Barkas, tvingas gå med på mycket hårda fredsvillkor och att lämna Sicilien. I fredsavtalet går Karthago också med på att avsäga sig alla krav på Sicilien, att inte segla sina krigsfartyg i italienska vatten och att betala ett krigsskadestånd på 3 200 talenter. Den karthagiska armén tillåts dock återvända hem med sina vapen. Rom är nu den dominerande makten i västra Medelhavsregionen.

#### Karthago
- En legohär på omkring 20 000 man transporteras från Sicilien till karthagiskt territorium av den karthagiske befälhavaren Gesko. Vid ankomsten till karthagiskt territorium, kräver legosoldaterna av Hanno den store att få sin kontrakterade betalning. Hanno försöker, utan framgång, få soldaterna att gå med på mindre summor än vad de har rätt till, eftersom den karthagiska statskassan efter krigsslutet är mycket liten. Förhandlingarna strandar dock och soldaterna tar till vapen, marscherar mot Tunis, ockuperar det och hotar Karthago direkt.
- Då de har skaffat sig en stark position blåser legosoldaterna upp sina krav och kräver även betalning för de icke-hyrda libyska värnpliktiga i armén. Gesko skickas att förhandla med soldaterna i Tunis.

#### Pergamon
- Attalos I efterträder sin farbror Eumenes I på Pergamons tron.

#### Egypten
- En fredsuppgörelse nås slutligen mellan Ptolemaios III och Seleukos II. Ptolemaios lyckas behålla området kring floden Orontes i Syrien, Antiochia och Efesos i Mindre Asien samt Thrakien och Kilikien.

## Födda
- Änkekejsarinnan Lü, kinesisk regent

## Avlidna
- Agis IV, eurypontidisk kung av Sparta sedan 244 f.Kr. som har misslyckats i sina försök att reformera Spartas ekonomiska och politiska uppbyggnad
- Eumenes I, härskare av Pergamon sedan 263 f.Kr., befriare av sin stad från seleukidernas överhöghet
- Arkesilaios, grekisk filosof som har blivit den sjätte rektorn för Platons grekiska akademi (född omkring 316 f.Kr.)